# Soulce-Cernay
Soulce-Cernay è un comune francese di 112 abitanti situato nel dipartimento del Doubs nella regione della Borgogna-Franca Contea.

## Società

### Evoluzione demografica
Abitanti censiti